# Sokoryky (stacja kolejowa)
Sokoryky (ukr. Сокорики) – stacja kolejowa w miejscowości Sokoryky, w rejonie korosteńskim, w obwodzie żytomierskim, na Ukrainie. Położona jest na linii Kalinkowicze – Szepetówka.